# Levin Schücking
Christoph Bernhard Levin Anton Mathias Schücking, född 6 september 1814 i Meppen, död 31 augusti 1883 i Pyrmont, var en tysk författare. Han var farfar till filologen Levin Schücking och till juristen Walther Schücking.
Schücking studerade först juridik, men ägnade sig från 1837 uteslutande åt litteraturen.  År 1844 inträdde han i redaktionen av "Augsburger Allgemeine Zeitung", och 1845 övertog han redaktionen av följetongsavdelningen i "Kölnische Zeitung" vilken avdelning han skötte till 1852, då han slog sig ned på sitt fädernegods.
Schücking författade en mängd karakteristiska och lättlästa romaner, av vilka de tidigare hade värde bland annat genom sin osminkade skildring av hans hembygds feodaladel, medan däremot de senare sjönk ned till flack förströelselitteratur. Av dessa kan nämnas Ein schloss am Meer (1843), Die Ritterbürtigen (1845), Ein Sohn des Volks (1849), Der Bauernfürst (1851), Günther von Schwarzburg (1857), Paul Bronckhorst (1858), Die Marketenderin von Köln (1861), Verschlungene Wege (1867), Luther in Rom (1870; svensk översättning "Luther i Rom", 1872) och Aus heißen Tagen (1874). 
Schücking skrev också dikter och memoarer (två band, 1886), över Annette von Droste-Hülshoff, som stod honom nära under hans yngre dagar, skrev han en biografi (1861; andra upplagan 1871). Deras brevväxling utgavs 1893. Ett urval av hans romaner utgavs 1864 i tolv band, med tillägg av ytterligare tolv band 1874–76.  Hans maka, Luise von Gall, född 1815, död 1855, gjorde sig likaledes känd genom skönlitterärt författarskap.